# 엘 코라손 눈카 세 에키보카
《엘 코라손 눈카 세 에키보카》(스페인어: El corazón nunca se equivoca)는 2019년 방영된 멕시코의 텔레노벨라이다.